# Alfons VII van León en Castilië
Alfons VII (Caldas de Reyes, Pontevedra, 1 maart 1105 – Fresneda, 21 augustus 1157), oorspronkelijk Alfonso Raimúndez genaamd, was koning van Galicië vanaf 1119, en van Castilië en León vanaf 1126 tot aan zijn dood. Zijn ouders waren Urraca van Castilië en Raymond van Bourgondië. Hij was de kleinzoon van Alfons VI van Castilië, van wie hij in 1135 ook de keizerstitel overnam.
Zijn jeugd werd vertroebeld door de machtsstrijd om de heerschappij over koninkrijk Castilië en koninkrijk León tussen zijn moeder Urraca en haar tweede echtgenoot, Alfons I van Aragón. Bij het overlijden van koningin Urraca moest zijn stiefvader zijn aanspraken laten varen, waardoor Alfons koning van Castilië en León werd.
Toen in 1146 de invasie van de Almohaden begon, sloot hij een bondgenootschap met de Almoraviden om de Almohadische expansie in Zuid-Spanje tegen te houden. Een aantal militaire successen vergrootten wel zijn persoonlijke prestige, maar droegen uiteindelijk weinig bij aan de verdere uitbreiding van zijn grondgebied. Integendeel, in 1157 ging Almería verloren, en Córdoba kon hij slechts drie jaar bezetten.
Ondanks het prestige dat aan de keizerstitel verbonden was, slaagde Alfons VII er niet in de heersende tendensen naar autonomie binnen het Iberisch Schiereiland het hoofd te bieden. Hij kon niet verhinderen dat Portugal zich in 1140 onafhankelijk verklaarde. Bij zijn dood werd het koninkrijk verdeeld onder zijn twee zonen: Sancho kreeg Castilië en Ferdinand kreeg León.

## Huwelijken en kinderen
In 1128 huwde Alfons in Saldaña, Palencia, met Berengaria van Barcelona (1105-1149), een dochter van graaf Raymond Berengarius III van Barcelona, hun kinderen waren:
Sancho (1134-1158)
Ramón (1131-1151)
Sancha (1137-1179), in 1157 gehuwd met Sancho VI van Navarra
Ferdinand (1137-1188)
Constance (1141-1160), in 1154 gehuwd met Lodewijk VII van Frankrijk
García (1142-1146)
Alfonso (1145-1149)
In 1152 met Richeza van Polen (1140-1185), hun kinderen waren:
Fernando (1153-1155)
Sancha (1156-1208), in 1174 gehuwd met Alfons II van Aragón
Uit buitenechtelijke relaties had Alfons nog twee kinderen:
bij Gontrada Pérez, Urraca (1126-1189), in 1144 gehuwd met García IV van Navarra
bij Sancha Fernández, Estefania (1150-1180), gehuwd met Fernán Ruiz de Castro

## Voorouders
| Voorouders van Alfons VII van León en Castilië (1105-1157) | Voorouders van Alfons VII van León en Castilië (1105-1157)                   | Voorouders van Alfons VII van León en Castilië (1105-1157)                   | Voorouders van Alfons VII van León en Castilië (1105-1157)                   | Voorouders van Alfons VII van León en Castilië (1105-1157)                   | Voorouders van Alfons VII van León en Castilië (1105-1157)                   | Voorouders van Alfons VII van León en Castilië (1105-1157)                   | Voorouders van Alfons VII van León en Castilië (1105-1157)                   | Voorouders van Alfons VII van León en Castilië (1105-1157)                   |
| ---------------------------------------------------------- | ---------------------------------------------------------------------------- | ---------------------------------------------------------------------------- | ---------------------------------------------------------------------------- | ---------------------------------------------------------------------------- | ---------------------------------------------------------------------------- | ---------------------------------------------------------------------------- | ---------------------------------------------------------------------------- | ---------------------------------------------------------------------------- |
| Overgrootouders                                            | Reinoud I van Bourgondië (986-1057) ∞ Adelheid van Normandië (1005-1038)     | Reinoud I van Bourgondië (986-1057) ∞ Adelheid van Normandië (1005-1038)     | ? (-) ∞ ? (-)                                                                | ? (-) ∞ ? (-)                                                                | Ferdinand I van León (1016-1065) ∞ Sancha van León (1013-1067)               | Ferdinand I van León (1016-1065) ∞ Sancha van León (1013-1067)               | Robert I van Bourgondië (1011-1076) ∞ Helia van Sémur-Brionnais (-)          | Robert I van Bourgondië (1011-1076) ∞ Helia van Sémur-Brionnais (-)          |
| Grootouders                                                | Willem I van Bourgondië (1020-1087) ∞ Stephania van Longwy-Metz (1035-1088)  | Willem I van Bourgondië (1020-1087) ∞ Stephania van Longwy-Metz (1035-1088)  | Willem I van Bourgondië (1020-1087) ∞ Stephania van Longwy-Metz (1035-1088)  | Willem I van Bourgondië (1020-1087) ∞ Stephania van Longwy-Metz (1035-1088)  | Alfons VI van León (1040-1082) ∞ Constantia van Bourgondië (1046-1096)       | Alfons VI van León (1040-1082) ∞ Constantia van Bourgondië (1046-1096)       | Alfons VI van León (1040-1082) ∞ Constantia van Bourgondië (1046-1096)       | Alfons VI van León (1040-1082) ∞ Constantia van Bourgondië (1046-1096)       |
| Ouders                                                     | Raymond van Bourgondië (1059-1107) ∞ Urraca van Castilië en León (1082-1126) | Raymond van Bourgondië (1059-1107) ∞ Urraca van Castilië en León (1082-1126) | Raymond van Bourgondië (1059-1107) ∞ Urraca van Castilië en León (1082-1126) | Raymond van Bourgondië (1059-1107) ∞ Urraca van Castilië en León (1082-1126) | Raymond van Bourgondië (1059-1107) ∞ Urraca van Castilië en León (1082-1126) | Raymond van Bourgondië (1059-1107) ∞ Urraca van Castilië en León (1082-1126) | Raymond van Bourgondië (1059-1107) ∞ Urraca van Castilië en León (1082-1126) | Raymond van Bourgondië (1059-1107) ∞ Urraca van Castilië en León (1082-1126) |